# Arize
Die Arize ist ein Fluss in Frankreich.

## Verlauf
Die in der Region Okzitanien verlaufende Arize entspringt unter dem Namen Péguère in den Pyrenäen (Massif de l’Arize), im Gemeindegebiet von Sentenac-de-Sérou, entwässert generell in nordwestlicher Richtung und mündet nach rund 84 Kilometer im Gemeindegebiet von Carbonne als rechter Nebenfluss in die Garonne. Auf ihrem Weg durchquert die Arize die Départements Ariège und Haute-Garonne.

## Orte am Fluss
- Sentenac-de-Sérou
- La Bastide-de-Sérou
- Le Mas-d’Azil
- Les Bordes-sur-Arize
- Daumazan-sur-Arize
- La Bastide-de-Besplas
- Montesquieu-Volvestre
- Rieux-Volvestre
- Carbonne

## Sehenswürdigkeiten
- Die Höhle von Mas d’Azil, eine der größten Grotten Europas